# Калац, Желько
Же́лько Ка́лац (хорв. Željko Kalac; род. 16 декабря 1972[…], Сидней) — австралийский футбольный вратарь, тренер.
Получил прозвище «Паук», поскольку при большом росте (2 м 02 см) имеет к тому же и длинные руки, которыми закрывал большую площадь ворот.
Калац является вторым (после Марка Шварцера) рекордсменом среди вратарей сборной Австралии по числу проведённых матчей за всю историю. Дебютировал в сборной в 19-летнем возрасте 11 августа 1992 года в матче против сборной Малайзии. Свой последний матч за сборную провёл 7 октября 2006 года против сборной Парагвая. В этой же игре свою международную карьеру завершили Тони Попович (58 матчей за сборную), Тони Видмар (76 матчей) и Стэн Лазаридис (71 матч). Также играл за «Милан».

## Карьера
Желько вырос в сиднейской хорватской общине. Калац начал свою профессиональную карьеру, воспитываясь в молодёжной, а затем и основной команде «Сидней Юнайтед», играющей в Австралийской национальной футбольной лиге. В возрасте шестнадцати лет он был включен в первую команду, в которой также был Тони Франкен. В итоге, он сыграл первые одиннадцать игр сезона НСВ 1989/90 в отсутствие Франкена, прежде чем вернуться на роль второго вратаря на протяжении сезона 1990/1991, поскольку Франкен был в отличной форме, и был «первым номером».